# Ian Harrison
Ian Harrison (* 28. Juni 1939 in Royal Tunbridge Wells) ist ein ehemaliger englischer Tischtennis-Nationalspieler aus den 1950er und 1960er Jahren. Er nahm an sechs Weltmeisterschaften und sechs Europameisterschaften teil.

## Werdegang
Ian Harrison, der in einem Verein von Gloucester aktiv war, gewann bei den Nationalen englischen Meisterschaften insgesamt acht Titel:
- 1961 im Einzel und im Doppel mit Bryan Merrett
- 1964 im Mixed mit Diane Rowe
- 1967 im Einzel
- 1965 bis 1968 im Doppel mit Chester Barnes

Dazu kommt ein erster Platz bei den English Open 1960 im Einzel und im Doppel mit Diane Rowe. Von 1958 bis 1963 belegte er den ersten Platz in der englischen Rangliste.
Von 1957 bis 1967 nahm Ian Harrison an allen sechs Weltmeisterschaften teil. Hier war sein größter Erfolg der vierte Platz bei der WM 1961 mit der englischen Mannschaft. In diesem Teamwettbewerb besiegte er den Japaner Ichirō Ogimura, der bis zu diesem Zeitpunkt bereits zweimal Weltmeister im Einzel war und diesen Titel 1961 erneut holte. Zudem wurde Ian Harrison sechsmal für Europameisterschaften nominiert.
Insgesamt kam Ian Harrison auf 178 internationale Einsätze für England. Ende 1968 beendete er seine internationale Karriere.

## Privat
Im Juni 1962 heiratete Ian Harrison Elisabeth Purves, 1967 wurde ein Sohn geboren. Mit seiner späteren Ehefrau Jennifer, einer Lehrerin, hatte er drei Töchter. Eine davon ist Sarah Harrison, Journalistin und Mitarbeiterin von WikiLeaks.

## Turnierergebnisse
| Verband | Veranstaltung       | Jahr | Ort       | Land | Einzel        | Doppel    | Mixed     | Team |
| ------- | ------------------- | ---- | --------- | ---- | ------------- | --------- | --------- | ---- |
| ENG     | Europameisterschaft | 1962 | Berlin    | FRG  | Viertelfinale |           |           |      |
| ENG     | Weltmeisterschaft   | 1967 | Stockholm | SWE  | letzte 32     | letzte 32 | letzte 64 | 8    |
| ENG     | Weltmeisterschaft   | 1965 | Ljubljana | YUG  | letzte 128    | letzte 32 | letzte 64 | 7    |
| ENG     | Weltmeisterschaft   | 1963 | Prag      | TCH  | letzte 64     | letzte 32 | letzte 64 | 9    |
| ENG     | Weltmeisterschaft   | 1961 | Peking    | CHN  | letzte 64     | letzte 32 | letzte 32 | 4    |
| ENG     | Weltmeisterschaft   | 1959 | Dortmund  | FRG  | letzte 256    | letzte 64 | letzte 32 | 9    |
| ENG     | Weltmeisterschaft   | 1957 | Stockholm | SWE  | letzte 128    | letzte 16 | letzte 64 | 11   |